# Japhet Tanganga
Japhet Manzambi Tanganga (sinh ngày 31 tháng 3 năm 1999) là một cầu thủ bóng đá chuyên nghiệp người Anh chơi ở vị trí trung vệ cho câu lạc bộ Tottenham Hotspur. Anh cũng có thể thi đấu ở vị trí hậu vệ phải và hậu vệ trái.

## Tuổi thơ
Japhet Tanganga sinh ra tại Hackney,   London trong một gia đình gốc Congo.  Anh theo học ở Học viện Greig City và năm 10 tuổi gia nhập học viện đào tạo trẻ câu lạc bộ Tottenham Hotspur ở London.

## Sự nghiệp câu lạc bộ
Vào tháng 6 năm 2019, anh ký hợp đồng chuyên nghiệp với Tottenham kéo dài đến năm 2020.  Vào ngày 24 tháng 9 năm 2019, anh có trận đấu ra mắt đội một ở cúp Liên Đoàn Anh trên sân khách Colchester United.
Trận đấu đầu tiên trong năm 2020 của Tottenham, huấn luyện viên trưởng mới của Tottenham Hotspur Jose Mourinho đã điền tên Japhet Tanganga vào đội hình chính thức trong trận đấu tâm điểm vòng 22 giải Ngoại Hạng Anh mùa 2019/2020 với Liverpool tại vòng 22 tại Sân vận động Tottenham Hotspur trong vào ngày 11 tháng 1 năm 2020. Đây cũng là trận đấu ra mắt của Japhet tại Ngoại Hạng Anh. Mặc dù Tottenham để thua Liverpool với tỷ số 0-1 nhưng với những gì thể hiện trên sân, Tanganga đã khiến tất cả phải bất ngờ khi không cho ngòi nổ Sadio Mane của Liverpool tỏa sáng như ở các trận đấu trước và gặp vô vàn khó khăn trong những pha bóng tấn công.
 Ba ngày sau, anh chơi trọn 90 phút ở vị trí hậu vệ phải trong trận đấu đá lại Middlesbrough tại FA Cup, mà Spurs đã thắng 2-1 và được chọn là cầu thủ chơi hay nhất trận đấu. HLV Mourinho chia sẻ về anh trên BBC Sport: "Tôi tin tưởng Tanganga. Tôi biết rằng cậu ấy có thể đọc trận đấu và học hỏi. Cậu ấy tiếp thu tất cả thông tin. Đó không phải là một chàng trai thiếu tự tin. Cậu ấy không ngừng làm việc chăm chỉ và nắm lấy cơ hội mà mình có. Bây giờ mọi người biết cậu ấy giỏi như thế nào." Anh cũng đá chính ở trận thắng Man City 2-0 trên sân nhà tại vòng 25 và cũng chơi tốt khi được xếp đá hậu vệ trái với nhiệm vụ ngăn chặn Riyad Mahrez.
Anh ra mắt Champion League ở trận thua 0-3 của Tottenham trước RB Leipzig trên đất Đức tại vòng 1/8.

## Sự nghiệp quốc tế
Tanganga đã đại diện cho các cấp độ đội trẻ Anh ở độ tuổi U16, 17, 18, 19 và 20. Năm 2017, anh tham gia Giải đấu Toulon Tournament mà Anh tiếp tục giành chiến thắng.

## Thống kê sự nghiệp
Tính đến ngày 10 tháng 3 năm 2020
| Câu lạc bộ            | Mùa giải            | Giải đấu            | Giải đấu | Giải đấu | Cúp FA | Cúp FA | Cúp EFL | Cúp EFL | Khác | Khác | Toàn bộ | Toàn bộ |
| Câu lạc bộ            | Mùa giải            | Hạng                | Trận     | Bàn      | Trận   | Bàn    | Trận    | Bàn     | Trận | Bàn  | Trận    | Bàn     |
| --------------------- | ------------------- | ------------------- | -------- | -------- | ------ | ------ | ------- | ------- | ---- | ---- | ------- | ------- |
| Tottenham Hotspur U23 | 2017–18             | -                   | -        | -        | -      | -      | -       | -       | 2    | 0    | 2       | 0       |
| Tottenham Hotspur U23 | 2018–19             | -                   | -        | -        | -      | -      | -       | -       | 3    | 0    | 3       | 0       |
| Tottenham Hotspur U23 | Tổng cộng           | Tổng cộng           | -        | -        | -      | -      | -       | -       | 5    | 0    | 5       | 0       |
| Tottenham Hotspur     | 2019–20             | Ngoại Hạng Anh      | 6        | 0        | 3      | 0      | 1       | 0       | 1    | 0    | 11      | 0       |
| Tổng cộng sự nghiệp   | Tổng cộng sự nghiệp | Tổng cộng sự nghiệp | 6        | 0        | 3      | 0      | 1       | 0       | 6    | 0    | 16      | 0       |